# 圣哈辛托峰

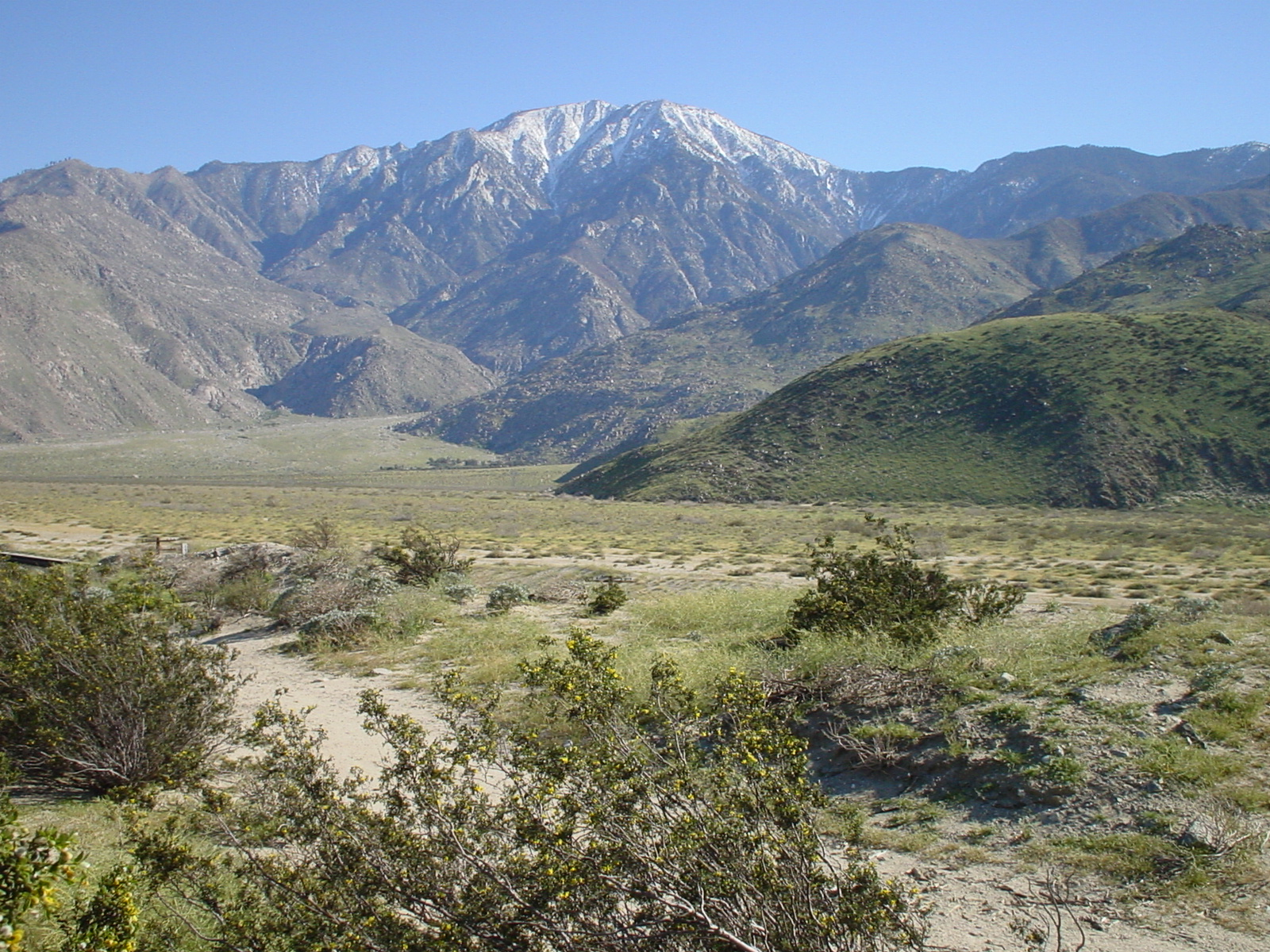
圣哈辛托峰

圣哈辛托峰是位于美國加利福尼亞州河濱縣的一個山峰，海拔10,834英尺（3,302米），是该县的最高峰。1878年，有人攀登了这座山峰，他們将这座山峰命名为圣哈辛托峰。 圣哈辛托峰以凯撒利亚的海厄森斯的名字命名。 